# Исида, Акира

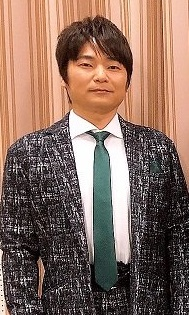
Акира Исида в 2020 году.

Это статья об актёре озвучивания. О профессиональном игроке в го см. статью Исида, Акира (го).
Акира Исида (яп. 石田 彰 Исида Акира, 2 ноября 1967) — японский сэйю. Родился в городе Ниссин префектуры Айти. С 1988 по март 2009 года работал в компании Mausu Promotion (до 1990 года известной как Ezaki Production). В 2004 году Исида был признан наиболее популярным сэйю по версии японского журнала Animage, получив награду этого журнала под названием Anime Grand Prix за озвучивание персонажа по имени Асуран Дзара (яп. アスラン・ザラ, англ. Athrun Zala). В 2007 году за озвучивание того же персонажа в Mobile Suit Gundam SEED Destiny он был признан лучшим актёром озвучивания второго плана, получив премию Seiyu Awards.

## Позиции в Гран-при журнала Animage
- 1997 год: 13-е место в Гран-при журнала Animage в номинации на лучшего сэйю[5]
- 1998 год: 9-е место в Гран-при журнала Animage в номинации на лучшего сэйю[6]
- 2000 год: 14-е место в Гран-при журнала Animage в номинации на лучшего сэйю[7]
- 2001 год: 7-е место в Гран-при журнала Animage в номинации на лучшего сэйю[8]
- 2002 год: 6-е место в Гран-при журнала Animage в номинации на лучшего сэйю[9]
- 2003 год: 3-е место в Гран-при журнала Animage в номинации на лучшего сэйю[10]
- 2004 год: 2-е место в Гран-при журнала Animage в номинации на лучшего сэйю[11]
- 2005 год: 1-е место в Гран-при журнала Animage в номинации на лучшего сэйю[12]
- 2006 год: 2-е место в Гран-при журнала Animage в номинации на лучшего сэйю[13]

## Роли в аниме
1989 год
- Ранма 1/2 [ТВ] (Ютаро);

1991 год
- Принцесса-волшебница Минки Момо [ТВ-2] (Джо);
- Ранма 1/2 (фильм первый) (Житель деревни);

1992 год
- Oyayubi Hime Monogatari (Принц);
- Yuu Yuu Hakusho TV (Сэнсуй в детстве);

1994 год
- Мальчик-мармелад (Кэй Цутия);
- Goal FH (Амано);
- Yamato Takeru (Амацуми);
- Bakuen Campus Guardress (Такуми Дзинно);
- Ai to Yuuki no Pig Girl Tonde Buurin (Койти Мидзуно);
- Вы арестованы OVA-1 (Саки);

1995 год
- Нинку [ТВ] (Сэкирай Нинку);
- Красавица-воин Сейлор Мун Супер Эс [ТВ] (Рыбий Глаз);
- Красавица-воин Сейлор Мун Супер Эс - Спецвыпуск (Рыбий Глаз (эп. 3));
- Level C (Мидзуки Синохара);
- Слэм-данк (фильм четвёртый) (Итиро Мидзусава);
- Евангелион [ТВ] (Каору Нагиса);

1996 год
- Fire Emblem (Гордон);
- Рубаки Некст [ТВ] (Кселлос);
- Особые Рубаки (Джеффри-кун);
- Kiko-chan Smile (Хикару);
- You’re Under Arrest (Caки Aвдюшa)

1997 год
- Евангелион: Смерть и перерождение (Каору Нагиса);
- Hen (Хироюки);
- Покемон [ТВ] (Хаято);
- Рубаки Try [ТВ] (Кселлос / Керел — 17 серия);
- Детективы академии КЛАМП (Идому Юдайдзи);
- Таинственная игра OVA-2 (Рэн Сигё);
- Конец Евангелиона (Каору Нагиса);
- Ryuuki Denshou (Седи);
- Eikou e no Spur: Igaya Chiharu Monogatari (Сусуму Сугияма);
- Берсерк (Джудо);
- Shinkai Densetsu Meremanoid (Леон);
- Ангелы Вуги OVA-1 (Аш);
- Toushin Toushi II (Сид);

1998 год
- Fujimi no Orchestra (Игараси);
- Звёздные рыцари со Звезды изгоев (Ясэ);
- Легенда о героях Галактики OVA-2 (Мориц фон Гааз);
- Легенда о Басаре (Татара);
- Night Walker: Mayonaka no Tantei (Сюнъити);
- Розовые сестры (Акира Тобари);
- С его стороны — с её стороны (Кадзума Икэда);
- Касание (спецвыпуск первый) (Сасаки);

1999 год
- Shishunki Bishoujo Gattai Robo Z-Mind (Акриа);
- Путешественник Гокудо (Гокудо);
- Я стану ангелом! (Михаэль);
- Gensou Maden Saiyuuki OVA (Хаккай);
- Senkaiden Houshin Engi (Синкохё);

2000 год
- Megami Kouhosei TV (Ю Хикура);
- Майами Ганз (Джулио-миротворец);
- Gensou Maden Saiyuuki TV (Хаккай);
- Sakura Taisen TV (Сэцуна Аоки);
- Мальчишки есть мальчишки (Макото Курумидзава);
- Инуяся [ТВ-1] (Амари Нобунага);

2001 год
- Сказания Этернии (Рэйд Хэршель);
- В джунглях всё было хорошо, пока не пришла Гуу (Сэйити);
- Воин-волшебник Луи (Гектор);
- Адзиму - пляжная история (Хиросукэ Накайдо);
- Чужой 9 (Жёлтый Нож (эп. 4));
- Волшебная Девочка-Кошка Таруто (Гаррет);
- Gekijouban Gensou Maden Saiyuuki: Requiem (Хаккай);
- Последняя Фантазия: Всемогущий (Кумо);
- Принц тенниса [ТВ] (Хадзимэ Мидзуки);
- Kogepan (Крим);
- Шесть ангелов (Джей-Си);
- Лунная леди (Койти Хаяма);
- Первосортные Рубаки на большом экране (Кселлос);

2002 год
- Семь из семи (Юйти Камитика);
- В далёкие времена OVA-1 (Ясуаки Абэ);
- Двенадцать королевств (Кэнро Синкун / Коя);
- Megami Kouhosei OVA (Ю Хикура);
- Samurai Deeper Kyo (Сасукэ Саруйоби);
- В джунглях всё было хорошо, пока не пришла Гуу 2 (Сэйити);
- Gensou Maden Saiyuuki: Kibou no Zaika (Хаккай);
- Spiral: Suiri no Kizuna (Айз Разерфорд);
- Наруто [ТВ-1] (Гаара);
- Мобильный воин ГАНДАМ: Поколение (Асуран Зара);
- Детское подразделение [ТВ] (Ано);
- Pia Carrot e Youkoso!! Gekijouban: Sayaka no Koi Monogatari (Кодзи Маэда);
- Айдзу OVA-1 (Дзюн Косинаэ);

2003 год
- Военный парад: Новые звуки марша (Ацуси Хаями);
- Galerians: Rion (2003) (Рион);
- В далёкие времена OVA-2 (Ясуаки Абэ);
- D.N.A. (Сатоси Хиватари);
- Konjiki no Gash Bell!! (Вонрэй);
- Школа детективов Къю (Масуми Тодзё);
- Священные звери [ТВ-1] (Юда);
- Театр Румико Такахаси (Одагири (эп. 9));
- Нарутару (Томонори Комори);
- Submarine 707R (Горо Кусака);
- Saiyuuki Reload (Тё Хаккай);
- Галактические Железные Дороги [ТВ-1] (Оуэн (эп. 9));
- Выжить на необитаемой планете (Говард);
- Крестовый поход Хроно (Хроно);

2004 год
- Мобильный воин ГАНДАМ: Поколение (фильм 1) (Асуран Зара);
- На земле и на небесах (Санада Масахиро);
- Saiyuuki Reload Gunlock (Хаккай);
- Сержант Кэроро [ТВ] (Сабуро (623));
- Мадлакс (Лопез);
- Самурай Чамплу (Нэдзуми Вакаяма (эп. 9));
- Май-Химэ (Наги Хомура);
- В далёкие времена [ТВ] (Ясуаки Абэ);
- Мобильный воин ГАНДАМ: Судьба поколения [ТВ] (Асуран Зара / Алекс Дино);
- Гэнсикэн [ТВ-1] (Манабу Кутики (Кути));
- Школа Элис (Наруми-сэнсэй);
- Моя любовь (Наодзи);
- Гинтама OVA-1 (Кацура);

2005 год
- Digital Monster X-Evolution (Визардмон);
- Волшебный учитель Нэгима! [ТВ] (Фэйт Аверрункус);
- Suki na Mono wa Suki Dakara Shouganai!! (Кай Нанами);
- Принц тенниса: Дар Атобэ (Хадзимэ Мидзуки);
- Закон Уэки (Инумару);
- Воздушные Пираты (Код ван Гурье);
- Десять храбрых воинов Санады [ТВ] (Юный Нобунага Ода);
- Прилипала-сан (Вага Хатиро);
- Наруто (фильм второй) (Гаара);
- Май-Отомэ [ТВ] (Наги);
- Кровь+ [ТВ] (Джоэль);
- Священные звери OVA (Юда);

2006 год
- Rakugo Tennyo Oyui (Кикё Коцукахара);
- Мамору выходит из тени! (Кумогакурэ Райдзюро (эп. 6));
- Моя любовь 2 (Наодзи);
- Сержант Кэроро (фильм первый) (Сабуро (623));
- Принц тенниса OVA-1 (Хадзимэ Мидзуки);
- Гинтама [ТВ-1] (Котаро Кацура);
- Нана [ТВ] (Син);
- Стеклянный флот (Вэтти);
- Nishi no Yoki Majo - Astraea Testament (Лот Крисбард);
- Детектив Конан (фильм 10) (Сагуру Хакуба);
- Сумеречный разум: Рождение (Наоя Кирихара);
- В далёкие времена — Фильм (Ясуаки Абэ);
- Юный мастер Инь-Ян (Абэ-но-Сэймэй (молодой));
- Галактические Железные Дороги [ТВ-2] (Килиан Блек);
- Заградители (Тосихико Цукидзигаока);
- Май-Отомэ OVA-1 (Наги);
- Гэнсикэн OVA (Манабу Кутики (Кути));

2007 год
- Галактические Железные Дороги OVA (Килиан Блек);
- Наруто [ТВ-2] (Гаара);
- Девочка-мобила (Хиро Айда);
- Идолмастер Ксеноглоссия (Карасу);
- Клеймор (Заки);
- Священные звери [ТВ-2] (Юда);
- Koutetsu Sangokushi (Симэй Рёмо);
- Маленькая богиня Карин (Митиру Нисикиори);
- Сверкающие Слёзы & Ветер (Кайто Кирия);
- Наше (Коэмуси);
- Saiyuuki Reload: Burial (Хаккай);
- Ice (Гиулия);
- Принц тенниса OVA-2 (Хадзимэ Мидзуки);
- Люпен III: Неуловимый, как туман (спецвыпуск 19) (Эсика);
- Евангелион по-новому (фильм первый) (Каору Нагиса);
- Бамбуковый Клинок (Дандзюро Эйга);
- Чара-хранители! (сезон первый) (Цукаса Амакава);
- Гэнсикэн [ТВ-2] (Манабу Кутики (Кути));
- Блич (фильм второй) (Содзиро Кусака);
- В далёкие времена (спецвыпуск 1) (Ризван);

2008 год
- Дочери Мнемозины (Эйпос (Апий));
- Башня Друаги: Герои Урука (Карри);
- Библиотечная война (Микихиса Комаки);
- Рубаки: Революция (Кселлос);
- Велосипед Таканэ (Ёёги);
- Тетрадь дружбы Нацумэ (первый сезон) (Сюити Натори);
- Холм в багряных сумерках [ТВ] (Фуюхико Нисино);
- Чара-хранители! (сезон второй) (Цукаса Амакава);
- Хаос; Вершина (Фумио Такасина);
- Eiga Yes! Precure 5 GoGo! Okashi no Kuni no Happy Birthday (Драй);
- Отныне Мао, Король Демонов! ТВ-3 (Сарарэги);

2009 год
- Sora o Kakeru Shoujo (Эмилио Суррэ);
- Заклинательница зверей Эрин (Дамия);
- Сердца Пандоры (Зарксис Брейк);
- Dogs: Stray Dogs Howling in the Dark (Бадо);
- Рыцари Зодиака OVA-4 (Асмита);
- Холм в багряных сумерках OVA (Фуюхико Нисино);
- Евангелион по-новому (фильм второй) (Каору Нагиса);
- Наруто (фильм шестой) (Гаара);
- Нодамэ Кантабиле OVA (Нориюки Такахаси);
- Волшебный учитель Нэгима! OVA-4 (Фэйт Аверрункус);
- Гинтама OVA-2 (Котаро Кацура);
- Боевые Библиотекари: Книга Банторры (Мокания);
- Волшебный поезд: Добро пожаловать на линию Оэдо (Токугава);
- Kiddy Girl-and (Ано);

2010 год
- В далёкие времена (спецвыпуск 2) (Ризван);
- Uragiri wa Boku no Namae wo Shitteiru (Каната Вакамия);
- Гинтама — Фильм (Котаро Кацура);
- Эпоха смут [ТВ-2] (Ханбэ Такэнака);
- Hen Zemi (Комуги Мусаси);
- Star Driver Kagayaki no Takuto (Хэд);
- Звёздное небо (Котаро Хосидзуки);

2011 год
- Гинтама [ТВ-2] (Котаро Кацура);
- Fairy Tail (Зереф);
- Дневник будущего (Ару Акисэ);

2012
- Area no Kishi (Рюити Араки);
- Евангелион по-новому (фильм третий) (Каору Нагиса);
- Kamisama Hajimemashita (Микагэ);
- Psycho-Pass (Сюсэй Кагари)

2013
- Danganronpa: Trigger Happy Havoc (Бякуя Тогами)

2016
- Bungou Stray Dogs (Фёдор Достоевский)

2021
- Евангелион: 3.0+1.01: Как-то раз (Каору Нагиса)
- Истребитель демонов: Поезд «Бесконечный» (Акадза)

2024
- The Witch and the Beast (Мэтт Куга)[14]
- Re:Zero. Жизнь с нуля в альтернативном мире (Регулус Корниас)

## Смешанные роли
- 2005 — Священные звери OVA — вокал [Kokoro no Kaeru Basho (эп. 2)]
- 2004 — В далёкие времена [ТВ] — вокал [Kageri no Fuuin Hachiyo-Sho Ver. (эп. 23)]

## Роли в играх
- 3x3 Eyes Tenrin’ou Genmu [Win, Playstation] — Ямамото Кэнъити
- Arknights — Фантом
- Chocolate Kiss [Playstation] — Миясака Кодзи
- Chocolate Kiss [Playstation] — школьник A
- Di Gi Charat Fantasy [Windows98/ME/2000] — Кайнэ
- Danganronpa 2: Goodbye Despair — Бякуя Тогами
- Eberouge 2 [Win95] — Alstar
- Fantastic Fortune [Windows] — Shilfis
- Final Fantasy XIV — Элидибус
- Harukanaru Toki no Naka de [Playstation] — Абэ но Ясуаки
- KONOHANA: True Report [Playstation, Dreamcast] — Момой Сэгуру
- Lunar Silver Star Story [Sega Saturn] — Ales
- Misa no Mahou Monogatari [Playstation] — Такасуми Аой
- Night Trap [MegaCD] — Данни
- Ouka Houshin [Dreamcast] — Gi Fuhou
- Puyo Puyo 7 — Эколо
- Ryuuki Denshou Plus [Windows] — Sedy Caliber
- Sparkling Feather [PC FX] — Руби Фивер
- Ayakashi Gohan — Асаги Кимура
- Honkai Impact 3 [Android/iOS/PC] — Отто Апокалипсис, Void Archive
- Starry Sky in Autumn — Котаро Хосидзуки
- Bungo and Alchemist — Тон Сатоми
- Genshin Impact [iOS/Android/PC/PS] — Камисато Аято
- Cookie Run: Kingdom — Clotted Cream Cookie
- Honkai Star Rail[Android/iOS/PC] — Лоча.